# ATC (R05)
Jest to część klasyfikacji anatomiczno-terapeutyczno-chemicznej:
- R – Układ oddechowy
  - R 01 – Leki stosowane w chorobach nosa
  - R 02 – Leki stosowane w chorobach gardła
  - R 03 – Leki stosowane w chorobach obturacyjnych dróg oddechowych
  - R 05 – Leki stosowane w kaszlu i przeziębieniu
  - R 06 – Leki przeciwhistaminowe do stosowania wewnętrznego
  - R 07 – Inne leki stosowane w chorobach układu oddechowego

Obejmuje ona leki stosowane w kaszlu i przeziębieniu:

## R 05 C – Leki wykrztuśne (bez przeciwkaszlowych)
- R 05 CA – Leki sekretolityczne
  - R 05 CA 01 – tyloksapol
  - R 05 CA 02 – jodek potasu
  - R 05 CA 03 – gwajafenezyna
  - R 05 CA 04 – korzeń wymiotnicy (Ipecacuanhae radix)
  - R 05 CA 05 – korzeń prawoślazu (Altheae radix)
  - R 05 CA 06 – korzeń senegi (Senegae radix)
  - R 05 CA 07 – pentasiarczek antymonu
  - R 05 CA 08 – związki kreozotu
  - R 05 CA 09 – sulfogwajakol
  - R 05 CA 10 – połączenia
  - R 05 CA 11 – lewowerbenon
  - R 05 CA 12 – liść bluszczu pospolitego
  - R 05 CA 13 – cyneol
- R 05 CB – Leki mukolityczne
  - R 05 CB 01 – acetylocysteina
  - R 05 CB 02 – bromoheksyna
  - R 05 CB 03 – karbocysteina
  - R 05 CB 04 – eprazynon
  - R 05 CB 05 – mesna
  - R 05 CB 06 – ambroksol
  - R 05 CB 07 – sobrerol
  - R 05 CB 08 – domiodol
  - R 05 CB 09 – letosteina
  - R 05 CB 10 – połączenia
  - R 05 CB 11 – stepronina
  - R 05 CB 13 – dornaza alfa
  - R 05 CB 14 – nelteneksyna
  - R 05 CB 15 – erdosteina
  - R 05 CB 16 – mannitol

## R 05 D – Leki przeciwkaszlowe (z wyłączeniem leków wykrztuśnych)
- R 05 DA – Alkaloidy opium i ich pochodne
  - R 05 DA 01 – etylomorfina
  - R 05 DA 03 – hydrokodon
  - R 05 DA 04 – kodeina
  - R 05 DA 05 – alkaloidy opium z morfiną
  - R 05 DA 06 – normetadon
  - R 05 DA 07 – Noskapina
  - R 05 DA 08 – folkodyna
  - R 05 DA 09 – dekstrometorfan
  - R 05 DA 10 – tebakon
  - R 05 DA 11 – dimemorfan
  - R 05 DA 12 – acetylodihydrokodeina
  - R 05 DA 20 – połączenia
- R 05 DB – Inne
  - R 05 DB 01 – benzonatat
  - R 05 DB 02 – benproperyna
  - R 05 DB 03 – klobutynol
  - R 05 DB 04 – izoaminil
  - R 05 DB 05 – pentoksyweryna
  - R 05 DB 07 – oksolamina
  - R 05 DB 09 – okseladyna
  - R 05 DB 10 – klofedanol
  - R 05 DB 11 – pipazetat
  - R 05 DB 12 – bromek bibenzonium
  - R 05 DB 13 – butamirat
  - R 05 DB 14 – fedrylat
  - R 05 DB 15 – zipeprol
  - R 05 DB 16 – dibunat
  - R 05 DB 17 – droksypropina
  - R 05 DB 18 – prenoksdiazyna
  - R 05 DB 19 – dropropizyna
  - R 05 DB 20 – połączenia
  - R 05 DB 21 – kloperastyna
  - R 05 DB 22 – meprotyksol
  - R 05 DB 23 – piperydion
  - R 05 DB 24 – typepidyna
  - R 05 DB 25 – morklofon
  - R 05 DB 26 – nepinalon
  - R 05 DB 27 – lewodropropizina
  - R 05 DB 28 – dimetoksanat
  - R 05 DB 29 – gefapiksant

## R 05 F – Połączenia leków przeciwkaszlowych z wykrztuśnymi
- R 05 FA – Pochodne opium w połączeniach z lekami wykrztuśnymi
  - R 05 FA 01 – pochodne opium w połączeniach z lekami mukolitycznymi
  - R 05 FA 02 – pochodne opium w połączeniach z lekami wykrztuśnymi
- R 05 FB – Inne leki przeciwkaszlowe w połączeniach z lekami wykrztuśnymi
  - R 05 FB 01 – leki przeciwkaszlowe w połączeniach z lekami mukolitycznymi
  - R 05 FB 02 – leki przeciwkaszlowe w połączeniach z lekami wykrztuśnymi

## R 05 X – Inne
Aktualnie w klasyfikacji ATC nie ma leków w tej kategorii